# Viehdorf
Viehdorf é um município da Áustria localizado no distrito de Amstetten, no estado de Baixa Áustria.

## Geografia
Viehdorf ocupa uma área de 15,72 km².

### Subdivisőes
- Viehdorf
- Seisenegg
- Hainstetten

### Conselho Municipial
- ÖVP 16
- SPÖ 2
- BLV 1